# Grand Prix USA 2016
Grand Prix USA 2016 (oficiálně 2016 Formula 1 United States Grand Prix) se jela na okruhu Circuit of the Americas v Austinu v Texasu ve Spojených státech amerických dne 23. října 2016. Závod byl osmnáctým v pořadí v sezóně 2016 šampionátu Formule 1.

## Kvalifikace
| Poř.                        | No. | Jezdec            | Konstruktér               | Časy v kvalifikaci | Časy v kvalifikaci | Časy v kvalifikaci | Pořadí na startu |
| Poř.                        | No. | Jezdec            | Konstruktér               | Q1                 | Q2                 | Q3                 | Pořadí na startu |
| --------------------------- | --- | ----------------- | ------------------------- | ------------------ | ------------------ | ------------------ | ---------------- |
| 1                           | 44  | Lewis Hamilton    | Mercedes                  | 1:36.296           | 1:36.450           | 1:34.999           | 1                |
| 2                           | 6   | Nico Rosberg      | Mercedes                  | 1:36.397           | 1:36.351           | 1:35.215           | 2                |
| 3                           | 3   | Daniel Ricciardo  | Red Bull Racing-TAG Heuer | 1:36.759           | 1:36.255           | 1:35.509           | 3                |
| 4                           | 33  | Max Verstappen    | Red Bull Racing-TAG Heuer | 1:36.613           | 1:36.857           | 1:35.747           | 4                |
| 5                           | 7   | Kimi Räikkönen    | Ferrari                   | 1:36.985           | 1:36.584           | 1:36.131           | 5                |
| 6                           | 5   | Sebastian Vettel  | Ferrari                   | 1:37.151           | 1:36.462           | 1:36.358           | 6                |
| 7                           | 27  | Nico Hülkenberg   | Force India-Mercedes      | 1:36.950           | 1:36.626           | 1:36.628           | 7                |
| 8                           | 77  | Valtteri Bottas   | Williams-Mercedes         | 1:37.456           | 1:37.202           | 1:37.116           | 8                |
| 9                           | 19  | Felipe Massa      | Williams-Mercedes         | 1:37.402           | 1:37.214           | 1:37.269           | 9                |
| 10                          | 55  | Carlos Sainz Jr.  | Toro Rosso-Ferrari        | 1:37.744           | 1:37.175           | 1:37.326           | 10               |
| 11                          | 11  | Sergio Pérez      | Force India-Mercedes      | 1:37.345           | 1:37.353           |                    | 11               |
| 12                          | 14  | Fernando Alonso   | McLaren-Honda             | 1:37.913           | 1:37.417           |                    | 12               |
| 13                          | 26  | Daniil Kvjat      | Toro Rosso-Ferrari        | 1:37.844           | 1:37.480           |                    | 13               |
| 14                          | 21  | Esteban Gutiérrez | Haas-Ferrari              | 1:38.053           | 1:37.773           |                    | 14               |
| 15                          | 30  | Jolyon Palmer     | Renault                   | 1:38.084           | 1:37.935           |                    | 15               |
| 16                          | 9   | Marcus Ericsson   | Sauber-Ferrari            | 1:38.040           | 1:39.356           |                    | 16               |
| 17                          | 8   | Romain Grosjean   | Haas-Ferrari              | 1:38.308           |                    |                    | 17               |
| 18                          | 20  | Kevin Magnussen   | Renault                   | 1:38.317           |                    |                    | 18               |
| 19                          | 22  | Jenson Button     | McLaren-Honda             | 1:38.327           |                    |                    | 19               |
| 20                          | 94  | Pascal Wehrlein   | MRT-Mercedes              | 1:38.548           |                    |                    | 20               |
| 21                          | 12  | Felipe Nasr       | Sauber-Ferrari            | 1:38.583           |                    |                    | 21               |
| 22                          | 31  | Esteban Ocon      | MRT-Mercedes              | 1:38.806           |                    |                    | 22               |
| 107 % času vítěze: 1:43.036 |     |                   |                           |                    |                    |                    |                  |
| Zdroj:                      |     |                   |                           |                    |                    |                    |                  |

## Závod
| Poř.   | No. | Jezdec            | Konstruktér               | Počet kol | Čas/Odstoupení      | Pořadí na startu | Body |
| ------ | --- | ----------------- | ------------------------- | --------- | ------------------- | ---------------- | ---- |
| 1      | 44  | Lewis Hamilton    | Mercedes                  | 56        | 1:38:12.618         | 1                | 25   |
| 2      | 6   | Nico Rosberg      | Mercedes                  | 56        | +4.520              | 2                | 18   |
| 3      | 3   | Daniel Ricciardo  | Red Bull Racing-TAG Heuer | 56        | +19.692             | 3                | 15   |
| 4      | 5   | Sebastian Vettel  | Ferrari                   | 56        | +43.134             | 6                | 12   |
| 5      | 14  | Fernando Alonso   | McLaren-Honda             | 56        | +1:33.953           | 12               | 10   |
| 6      | 55  | Carlos Sainz Jr.  | Toro Rosso-Ferrari        | 56        | +1:36.124           | 10               | 8    |
| 7      | 19  | Felipe Massa      | Williams-Mercedes         | 55        | +1 kolo             | 9                | 6    |
| 8      | 11  | Sergio Pérez      | Force India-Mercedes      | 55        | +1 kolo             | 11               | 4    |
| 9      | 22  | Jenson Button     | McLaren-Honda             | 55        | +1 kolo             | 19               | 2    |
| 10     | 8   | Romain Grosjean   | Haas-Ferrari              | 55        | +1 kolo             | 17               | 1    |
| 11     | 26  | Daniil Kvjat      | Toro Rosso-Ferrari        | 55        | +1 kolo             | 13               |      |
| 12     | 20  | Kevin Magnussen   | Renault                   | 55        | +1 kolo             | 18               |      |
| 13     | 30  | Jolyon Palmer     | Renault                   | 55        | +1 kolo             | 15               |      |
| 14     | 9   | Marcus Ericsson   | Sauber-Ferrari            | 55        | +1 kolo             | 16               |      |
| 15     | 12  | Felipe Nasr       | Sauber-Ferrari            | 55        | +1 kolo             | 21               |      |
| 16     | 77  | Valtteri Bottas   | Williams-Mercedes         | 55        | +1 kolo             | 8                |      |
| 17     | 94  | Pascal Wehrlein   | MRT-Mercedes              | 55        | +1 kolo             | 20               |      |
| 18     | 31  | Esteban Ocon      | MRT-Mercedes              | 54        | +2 kola             | 22               |      |
| Ret    | 7   | Kimi Räikkönen    | Ferrari                   | 38        | Volné kolo          | 5                |      |
| Ret    | 33  | Max Verstappen    | Red Bull Racing-TAG Heuer | 28        | Převodovka          | 4                |      |
| Ret    | 21  | Esteban Gutiérrez | Haas-Ferrari              | 16        | Brzdy               | 14               |      |
| Ret    | 27  | Nico Hülkenberg   | Force India-Mercedes      | 1         | Poškození po kolizi | 7                |      |
| Zdroj: |     |                   |                           |           |                     |                  |      |

Poznámky
1. ↑  Romain Grosjean obdržel trest přičtení 5 sekund k času v cíli za nelegální předjetí Daniila Kvjata.

## Průběžné pořadí po závodě
- Tučně jsou vyznačeni jezdci a týmy se šancí získat titul v Poháru jezdců nebo konstruktérů.

Pohár jezdců
|   | Pořadí | Jezdec           | Body |
| - | ------ | ---------------- | ---- |
|   | 1      | Nico Rosberg     | 331  |
|   | 2      | Lewis Hamilton   | 305  |
|   | 3      | Daniel Ricciardo | 227  |
| 2 | 4      | Sebastian Vettel | 177  |
| 1 | 5      | Kimi Räikkönen   | 170  |

Pohár konstruktérů
|  | Pořadí | Konstruktér               | Body |
|  | ------ | ------------------------- | ---- |
|  | 1      | Mercedes                  | 636  |
|  | 2      | Red Bull Racing-TAG Heuer | 400  |
|  | 3      | Ferrari                   | 347  |
|  | 4      | Force India-Mercedes      | 138  |
|  | 5      | Williams-Mercedes         | 130  |